# Mistrzostwa Afryki w Futsalu 2024
Mistrzostwa Afryki w Futsalu 2024 – ósmy turniej Mistrzostw Afryki w futsalu. Wydarzenie to po raz drugi rozgrywane było w Maroku. Rozpoczęło się ono 11 kwietnia, a zakończyło 21 kwietnia 2024 roku.

## Zakwalifikowane zespoły
Do finałowego turnieju zakwalifikowało się 16 drużyn. Oprócz Maroka, która miała zapewniony start jako gospodarz, oraz Egiptu i Angoli, które zajęły II i III miejsce w ostatnim turnieju, 5 pozostałych zespołów uzyskało kwalifikację poprzez eliminacje, każda reprezentacja rozegrała jeden dwumecz, zwycięzcy awansowali do turnieju.
| Reprezentacja | Sposób kwalifikacji       | Ostatni występ | Najlepszy wynik                | Wynik        |
| ------------- | ------------------------- | -------------- | ------------------------------ | ------------ |
| Maroko        | I miejsce w edycji 2020   | 2020           | Mistrzostwo (2016, 2020)       |              |
| Egipt         | II miejsce w edycji 2020  | 2020           | Mistrzostwo (1996, 2000, 2004) |              |
| Angola        | III miejsce w edycji 2020 | 2020           | III miejsce (2020)             |              |
| Zambia        | Zwycięzca dwumeczu        | 2016           | IV miejsce (2016)              | Faza grupowa |
| Namibia       | Zwycięzca dwumeczu        | debiutant      | debiutant                      | Faza grupowa |
| Libia         | Zwycięzca dwumeczu        | 2020           | Mistrzostwo (2008)             |              |
| Ghana         | Zwycięzca dwumeczu        | 1996           | II miejsce (1996)              | Faza grupowa |
| Mauretania    | Zwycięzca dwumeczu        | debiutant      | debiutant                      | Faza grupowa |

## Losowanie
Losowanie grup turnieju odbyło się 7 marca 2024.
| Drużyny rozstawione | Koszyk I | Koszyk II  |
| ------------------- | -------- | ---------- |
| Maroko              | Angola   | Namibia    |
| Egipt               | Libia    | Ghana      |
|                     |          | Mauretania |
| Zambia              |          |            |

## Miasta i stadiony
Dwie hale w jednym mieście są gospodarzami turnieju.
| Rabat                 | Rabat             | Rabat |
| --------------------- | ----------------- | ----- |
| Salle Moulay Abdellah | Salle Ibn Yassine | Rabat |
| Pojemność: 10 000     | Pojemność: 5 000  | Rabat |
|                       |                   | Rabat |

## Faza grupowa
Na podstawie:
Legenda
|  | Awans do fazy pucharowej. |

Gdy dwie lub więcej drużyn zakończy fazę grupową z taką samą liczbą punktów, o kolejności w tabeli decyduje:
1. bilans bramkowy
2. liczba goli zdobytych w fazie grupowej;
3. punkty zdobyte w meczach pomiędzy danymi drużynami;
4. różnica bramek w meczach pomiędzy danymi drużynami;
5. zdobyte bramki w meczach pomiędzy danymi drużynami;
6. klasyfikacja fair play;
7. losowanie.

### Grupa A
| Lp. | Drużyna | M | Mecze | Mecze | Mecze | Bramki | Bramki | Bramki | Pkt |
| Lp. | Drużyna | M | W     | R     | P     | +      | −      | +/−    | Pkt |
| --- | ------- | - | ----- | ----- | ----- | ------ | ------ | ------ | --- |
| 1.  | Maroko  | 3 | 3     | 0     | 0     | 26     | 5      | +21    | 9   |
| 2.  | Angola  | 3 | 2     | 0     | 1     | 21     | 13     | +8     | 6   |
| 3.  | Zambia  | 3 | 1     | 0     | 2     | 10     | 23     | −13    | 3   |
| 4.  | Ghana   | 3 | 0     | 0     | 3     | 8      | 24     | −16    | 0   |

| 11 kwietnia 2024 19:00 CET | Ghana · Nakotey 8' · Tsatsu 31' | 2:5(1:1)Raport | Zambia · 19' Banda · 22' Chinyama · 23' Phiri · 34' Mwaliteta · 39' Simwami | Salle Moulay Abdellah, Rabat |
|                            |                                 |                |                                                                             |                              |

| 11 kwietnia 2024 22:00 CET | Maroko · El-Fenni 8' · Charraoui 14', 16', 16' · El Ayyane 21' | 5:2(4:1)Raport | Angola · 7' Garcia · 39' Fortes | Salle Moulay Abdellah, Rabat |
|                            |                                                                |                |                                 |                              |

| 13 kwietnia 2024 19:00 CET | Zambia · Banda 19' · Phiri 32', 37', 38' · Chinyama 35' | 5:8(1:0)Raport | Angola · 24' (sam.) Lungu · 30', 36', 40' Chico · 31' Pesado · 33', 35' Garcia · 39' Fortes | Salle Moulay Abdellah, Rabat |
|                            |                                                         |                |                                                                                             |                              |

| 13 kwietnia 2024 22:00 CET | Maroko · Jouad 1', 38' · El Mesrar 3', 11' · Charraoui 8', 17' · Bakkali 32' (k) · Bouzid 35' | 8:3(5:3)Raport | Ghana · 6' Arthur · 14', 17' Boye | Salle Moulay Abdellah, Rabat |
|                            |                                                                                               |                |                                   |                              |

| 15 kwietnia 2024 21:00 CET | Angola · Braúlio 1', 23', 35' · Jô 1' · Arroz Doce 11', 26' · Chico 17' (k), 20', 24' · Hélber 31' · Kaluanda 33' | 11:3(5:2)Raport | Ghana · 9' (sam.) Adérito · 15' Nakotey · 39' Arthur | Salle Ibn Yassine, Rabat |
|                            | |                 |                                                      |                          |

| 15 kwietnia 2024 21:00 CET | Zambia | 0:13(0:8)Raport | Maroko · 4' El Mesrar · 5', 22' Bakkali · 7' Amazal · 7', 8' Charraoui · 11' El-Fenni · 17', 18' El Ayyane · 28' Elidrissi · 31' Dahani · 35' (sam.) Simwami · 40' Jouad | Salle Moulay Abdellah, Rabat |
|                            |        |                 | |                              |

### Grupa B
| Lp. | Drużyna    | M | Mecze | Mecze | Mecze | Bramki | Bramki | Bramki | Pkt |
| Lp. | Drużyna    | M | W     | R     | P     | +      | −      | +/−    | Pkt |
| --- | ---------- | - | ----- | ----- | ----- | ------ | ------ | ------ | --- |
| 1.  | Egipt      | 3 | 3     | 0     | 0     | 21     | 9      | +12    | 9   |
| 2.  | Libia      | 3 | 2     | 0     | 1     | 16     | 13     | +3     | 6   |
| 3.  | Mauretania | 3 | 1     | 0     | 2     | 15     | 16     | −1     | 3   |
| 4.  | Namibia    | 3 | 0     | 0     | 3     | 12     | 26     | −14    | 0   |

| 12 kwietnia 2024 19:00 CET | Egipt · Koki 10', 20' · Said 29' · Eissa 40' | 4:0(2:0)Raport | Libia | Salle Moulay Abdellah, Rabat |
|                            |                                              |                |       |                              |

| 12 kwietnia 2024 22:00 CET | Namibia · Salote 27', 39' · Mathys 30' · Haikali 34' | 4:5(0:4)Raport | Mauretania · 5' Bouhoumadi · 13', 13' Sylla · 18' Drame · 26' M'hamed | Salle Moulay Abdellah, Rabat |
|                            |                                                      |                |                                                                       |                              |

| 14 kwietnia 2024 18:00 CET | Egipt · Eissa 6' · Abdelhalim 13', 40' · Elhamed 18', 28' · Alla 21' · Moawad 31' · Aly 38', 40', 40' | 10:3(3:2)Raport | Namibia · 12' Willemse · 13' Jager · 19' Usurua | Salle Moulay Abdellah, Rabat |
|                            | |                 |                                                 |                              |

| 14 kwietnia 2024 21:00 CET | Mauretania | – | Libia | Salle Moulay Abdellah, Rabat |
|                            |            |   |       |                              |

| 16 kwietnia 2024 21:00 CET | Mauretania | – | Egipt | Salle Moulay Abdellah, Rabat |
|                            |            |   |       |                              |

| 16 kwietnia 2024 21:00 CET | Libia | – | Namibia | Salle Ibn Yassine, Rabat |
|                            |       |   |         |                          |

## Faza pucharowa
W fazie pucharowej uczestniczy 8 zespołów, które awansowały z fazy grupowej. Ta część rywalizacji składa się z dwóch rund rund. Rozegrane zostaną półfinały. Zwycięzcy zagrają o tytuł mistrzowski, zaś przegrani o brązowy medal.
|  |                    |           |           |                    |  |       |       |       |
|  | Półfinały          | Półfinały | Półfinały |                    |  | Finał | Finał | Finał |
|  | Półfinały          | Półfinały | Półfinały |                    |  | Finał | Finał | Finał |
|  | 19 kwietnia, Rabat |           |           |                    |  |       |       |       |
|  |                    |           |           |                    |  |       |       |       |
|  | Maroko             | Maroko    | 6         |                    |  |       |       |       |
|  | Maroko             | Maroko    | 6         | 21 kwietnia, Rabat |  |       |       |       |
|  | Libia              | Libia     | 0         |                    |  |       |       |       |
|  | Libia              | Libia     | 0         | Maroko             |  |       |       |       |
|  | 19 kwietnia, Rabat |           |           |                    |  |       |       |       |
|  |                    |           | Angola    |                    |  |       |       |       |
|  | Egipt              | Egipt     | 3         |                    |  |       |       |       |
|  | Egipt              | Egipt     | 3         |                    |  |       |       |       |
|  | Angola             | Angola    | 7         |                    |  |       |       |       |
|  | Angola             | Angola    | 7         | Mecz o 3. miejsce  |  |       |       |       |
|  |                    |           |           |                    |  |       |       |       |
|  | 21 kwietnia, Rabat |           |           |                    |  |       |       |       |
|  |                    |           |           |                    |  |       |       |       |
|  | Libia              | Libia     | 2(3)      |                    |  |       |       |       |
|  | Libia              | Libia     | 2(3)      |                    |  |       |       |       |
|  | Egipt              | Egipt     | 2(1)      |                    |  |       |       |       |
|  | Egipt              | Egipt     | 2(1)      |                    |  |       |       |       |

UWAGA: W nawiasach podane są wyniki po rzutach karnych.

### Półfinały
| 19 kwietnia 2024 18:00 CET | Egipt · Eissa 2', 19' · Said 37' | 3:7(2:2)Raport | Angola · 2' Chico · 14' Pesado · 14' Fortes · 35' Gomito · 38', 39', 39' Hélber | Salle Moulay Abdellah, Rabat Sędzia: Abel Junior Kouamé |
|                            |                                  |                |                                                                                 |                                                         |

| 19 kwietnia 2024 21:00 CET | Maroko · El Mesrar 3', 22' · Jouad 6' · Bakkali 12', 29' · El Ayyane 17' | 6:0(4:0)Raport | Libia | Salle Moulay Abdellah, Rabat Sędzia: Eric Elingui Mindjih |
|                            |                                                                          |                |       |                                                           |

### Mecz o 3. miejsce
| 21 kwietnia 2024 18:00 CET | Libia · Said 23' · Alghoul 38' | 2:2 k. 3:1(0:2)Raport            | Egipt · 15' Alla · 19' (sam.) Abdelaziz | Salle Moulay Abdellah, Rabat |
|                            |                                |                                  |                                         |                              |
|                            |                                | Rzuty karne                      |                                         |                              |
| Said · Rashid · Zreeg      |                                | Farag · Eissa · Aly · Said Labib |                                         |                              |

### Finał
| 21 kwietnia 2024 21:00 CET |  | – |  | Salle Moulay Abdellah, Rabat |
|                            |  |   |  |                              |

## Strzelcy
Bramki z serii rzutów karnych nie są wliczane do klasyfikacji strzelców.

### 7 goli
- Francisco Pemba Gabriel
- Hélber Garcia
- Soufian Charraoui

### 5 goli
- Bilal Bakkali
- Soufiane El Mesrar

### 4 gole
- Alaa Eissa
- Anás El Ayyane
- Youssef Jouad
- Wiseman Phiri

### 3 gole
- Braúlio Azevedo De Jesus Fontoura
- Anderson Fortes

### 2 gole
- Osvaldo Costa De Carvalho
- Pesado
- Essam Alla
- Mohamed Abd Elhamed
- Khaled Abdelhalim
- Mohamed Abdelrazek Koki
- Mohamed Said
- Arthur
- Emmanuel Nakotey
- Philip Nii Boye
- Idriss Raiss El-Fenni
- Yakhouba Sylla
- Ken Salote
- Patrick Banda
- Francis Chinyama

### 1 gol
- João Josemar Cambangula
- Gomito
- Osvaldo Saturnino Gama Inácio
- Ahmed Aly
- Abdelrahman Moawad
- Saviour Tsatsu
- Suhayb Alghoul
- Mohamed Said
- Ismail Amazal
- Khalid Bouzid
- Anas Dahani
- Othmane Elidrissi
- Abderhemane Bouhoumadi
- Moudery Drame
- M'hamed M'hamed
- George Haikali
- Rowen Jager
- Remario Mathys
- Riya Usurua
- Reginald Willemse
- Mbalika Mwaliteta
- Wiseman Phiri
- Jackson Simwami

### Gole samobójcze
- Adérito Wilson Barros Santos (dla  Ghany)
- Ahmed Abdelaziz (dla  Egiptu)
- Prince Lungu (dla  Angoli)
- Jackson Simwami (dla  Maroka)

## Klasyfikacja końcowa
| Miejsce                        | Reprezentacja | Punkty | Bramki +/− | Bramki zdobyte |
| ------------------------------ | ------------- | ------ | ---------- | -------------- |
| Strefa medalowa                |               |        |            |                |
| złoto                          |               |        |            |                |
| srebro                         |               |        |            |                |
| brąz                           | Libia         | 9      | -3         | 18             |
| 4.                             | Egipt         | 9      | +8         | 26             |
| Wyeliminowane w fazie grupowej |               |        |            |                |
| 5.                             | Zambia        | 3      | -13        | 10             |
| 6.                             | Mauretania    | 3      | -1         | 15             |
| 7.                             | Namibia       | 0      | -14        | 12             |
| 8.                             | Ghana         | 0      | -16        | 8              |

## Drużyny zakwalifikowane do Mistrzostw Świata
W turnieju Mistrzostw Świata 2024 w Uzbekistanie wezmą udział:
| Drużyna | Sposób kwalifikacji          | Data kwalifikacji | Ostatni występ | Najlepszy wynik           |
| ------- | ---------------------------- | ----------------- | -------------- | ------------------------- |
| Angola  | Zwycięzca półfinału          | 19 kwietnia 2024  | 2021           | Faza grupowa (2021)       |
| Maroko  | Zwycięzca półfinału          | 19 kwietnia 2024  | 2021           | Ćwierćfinał (2021)        |
| Libia   | Zwycięzca meczu o 3. miejsce | 21 kwietnia 2024  | 2012           | Faza grupowa (2008, 2012) |